# Dorothea Orem
Dorothea Elizabeth Orem (* 15. Juli 1914 in Baltimore, Maryland, Vereinigte Staaten; † 22. Juni 2007 in Savannah) war eine US-amerikanische Krankenschwester, Pflegetheoretikerin und Unternehmerin.

## Leben
Orem absolvierte 1930 ihr Examen an der Krankenpflegeschule des Providence Hospital in Washington bei den dort tätigen Barmherzigen Schwestern aus dem Orden des heiligen Vinzenz von Paul (1581–1660). Anschließend nahm sie ein berufsbegleitendes Studium der Pflegepädagogik auf, das sie 1939 mit einem Bachelor of Science in Krankenpflege sowie 1945 mit dem Master of Science of Education an der Katholischen Universität von Amerika, Washington abschloss.
1970 gründete sie eine Beratungsfirma zu Pflege und Ausbildung. 1971 veröffentlichte Orem ihre Theorie der Selbstpflege.
Am 22. Juni 2007 verstarb Dorothea Orem in ihrem Haus in Savannah.
Seit 2003 wird an der Johns-Hopkins-Universität, Baltimore (USA), das so genannte „Orem-Archiv“ aufgebaut. Es dient der wissenschaftlichen Archivierung aller Materialien, die im Zusammenhang mit der Pflegetheorie von Dorothea Orem stehen.

## Selbstpflegekonzept nach Orem
Im Jahre 1968 begann Dorothea Orem mit der Entwicklung sowie der Erprobung ihrer Theorie der Selbstpflege, die sie 1971 in dem Buch Nursing concepts of practice veröffentlichte. Sie erhält bis heute Anerkennung in der Fachwelt, wobei der größte Kritikpunkt ihrer Theorie darin besteht, dass sie von „gestörten Funktionen“ des Menschen ausgeht und somit eine eher negative Sichtweise aufbaut. Ihre Begriffsdefinitionen haben einen hohen Stellenwert in der Pflegewissenschaft.
Definition der Selbstpflege nach Orem:
Selbstpflege ist nach Orem die freiwillige Produktion und Ausübung von Handlungen, die auf die eigene Person oder die eigene Umgebung gerichtet sind, um die eigene Funktion und Entwicklung zu regulieren und um Leben, Gesundheit und Wohlbefinden anzustreben. Selbstpflege ist die Gesamtheit aller Handlungen um für sich selbst sorgen zu können. Ein Selbstpflegedefizit entsteht, wenn die Selbstpflegefähigkeit eines Menschen geringer ist, als sein Pflegebedarf. 

### Rezeption der Pflegetheorie
Die deutsche Pflegewissenschaftlerin Karin Wittneben beschäftigte sich 1991 in ihrer Dissertation Pflegekonzepte in der Weiterbildung zur Pflegelehrkraft. Über Voraussetzungen und Perspektiven einer kritisch-konstruktiven Didaktik der Krankenpflege mit der Orem'schen Pflegetheorie und machte diese Pflegetheorie zur Grundlage ihres pflegedidaktischen Ansatzes.
Der deutsche Pflegewissenschaftler Hartmut Remmers merkte 1998 an, dass Orems Theorie einen latenten Paternalismus enthalte, der mit dem normativen Prinzip der Patientenautonomie nur schwer vereinbar sei.

## Werke
- Nursing – concepts of practice. 1971; 4. Auflage 1991 (deutsch: Strukturkonzepte der Pflegepraxis. Ullstein Mosby, Berlin/Wiesbaden 1997, ISBN 3-86126-548-6).